# Dead or Alive 4
Dead or Alive 4 är ett datorspel från 2005, utvecklat för Xbox 360. Spelet är utvecklat av Team Ninja och utgivet av Tecmo. Spelet är det fjärde i Dead or Alive-serien.